# Drugnia Rządowa
Drugnia Rządowa is een plaats in het Poolse district  Kielecki, woiwodschap Święty Krzyż. De plaats maakt deel uit van de gemeente Pierzchnica en telt 190 inwoners.